# پردیس هنرهای زیبای دانشگاه تهران
پردیس  هنرهای زیبای دانشگاه تهران، و یا دانشکدگان هنرهای زیبا  یکی از پردیس‌های دانشگاه تهران است که رشته‌های مختلف هنر در آن تدریس می‌شود. پردیس هنرهای زیبا یکی از معدود نهادهای دانشگاهی معتبر ایران در رشته‌های هنر به‌ویژه تئاتر، معماری، نقاشی، عکاسی، مجسمه‌سازی، موسیقی، گرافیک و شهرسازی است. این پردیس، یکی از قدیمی‌ترین مراکز آموزش عالی هنر در ایران محسوب می‌شود.

## تاریخچه

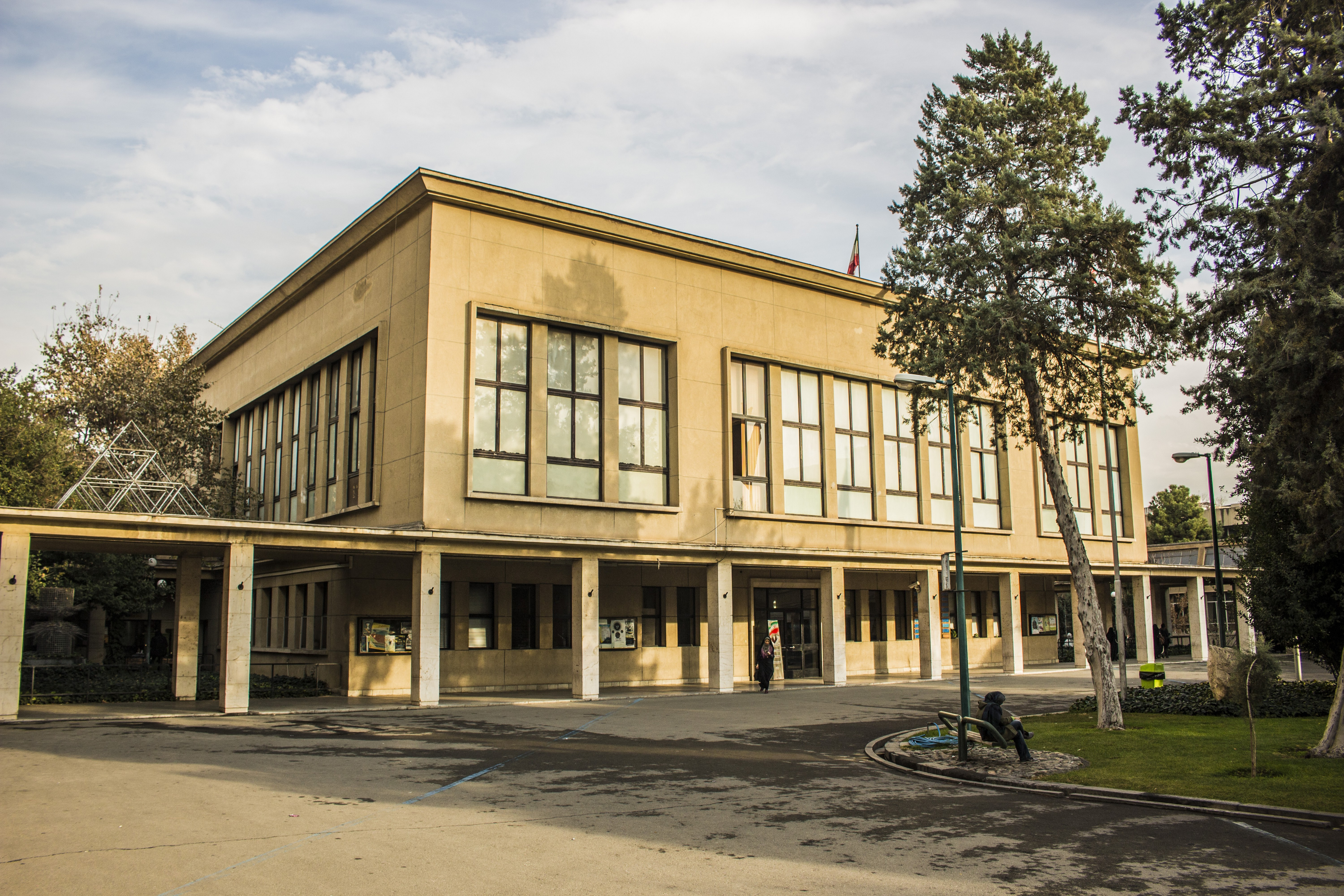
ساختمان مرکزی پردیس هنرهای زیبا

مدرسهٔ صنایع مستظرفه که به دست کمال الملک در باغ موزه نگارستان احداث شده بود، مقدمهٔ تأسیس هنرکدهٔ دانشگاه تهران در سال ۱۳۱۹ شد که از سال ۱۳۲۸ دانشکدهٔ هنرهای زیبا و از سال ۱۳۸۴ پردیس هنرهای زیبا نامیده شده‌است. در شهریور ماه ۱۳۱۹ خورشیدی و چند سال پس از تأسیس دانشگاه تهران، احداث دانشکدهٔ هنرهای زیبا در سه رشتهٔ معماری، نقاشی و مجسمه‌سازی به تصویب رسید. از نخستین اقداماتی که باعث شد دانشکدهٔ هنرهای زیبا در سال ۱۳۱۹ رسماً با این نام به فعالیت خود ادامه دهد، به سال ۱۳۱۷ خورشیدی برمی‌گردد.
در اول مهر ماه ۱۳۱۷ مدرسه‌ای به نام مدرسه عالی معماری در وزارت پیشه و هنر در محل مدرسه عالی کمال‌الملک به ریاست ابوالحسن صدیقی تأسیس شد. این مدرسه در روز دهم آبان ماه سال ۱۳۱۷ خورشیدی، جزء هنرستان عالی هنرهای زیبای باستان گردید و از همان زمان به عنوان هنرکده نامیده شد و با جذب بیست دانشجو شروع به کار نمود. بعد از یک سال بیست دانشجوی دیگر نیز پذیرفته شد و به خاطر کمی فضای آموزشی، به مدرسه ایران و آلمان در انتهای خیابان سرهنگ سخایی (سوم اسفند) تغییر مکان داد. در سال ۱۳۱۹ خورشیدی، هنرکده به شبستان مسجد مدرسهٔ خان مروی واقع در بازارچه مروی منتقل شد. در مهر ماه همان سال، براساس تصویب کمیسیون دانشگاه تهران، اسم دانشکدهٔ هنرهای زیبا رسماً تأیید شد و با عنوان دانشکدهٔ هنرهای زیبای دانشگاه تهران در مسجد مدرسهٔ مروی به کار خود ادامه داد.

## رؤسای پردیس
| نام و نام خانوادگی  | رشته          | زمان شروع تصدی | زمان پایان تصدی |
| ------------------- | ------------- | -------------- | --------------- |
| آندره گدار          | باستان‌شناس    | ۱۳۱۹           | ۱۳۳۲            |
| محسن فروغی          | باستان‌شناس    | ۱۳۳۲           | ۱۳۴۱            |
| هوشنگ سیحون         | معمار         | ۱۳۴۱           | ۱۳۴۸            |
| محمدامین میرفندرسکی | معمار         | ۱۳۴۸           | ۱۳۵۰            |
| مهدی کوثر           | هنرهای نمایشی | ۱۳۵۰           | ۱۳۵۷            |
| محمدرضا لطفی        | موسیقی‌دان     | ۱۳۵۷           | ۱۳۵۹            |
| حبیب‌الله آیت‌اللهی   | نقاش          | ۱۳۵۹           | ۱۳۶۰            |
| غلامحسین مجتهدزاده  | معمار         | ۱۳۶۰           | ۱۳۶۲            |
| مهدی چمران          | معمار         | ۱۳۶۲           | ۱۳۶۶            |
| محمدکاظم سیفیان     | معمار         | ۱۳۶۶           | ۱۳۷۳            |
| امیرحسین جبینی      | هنرهای نمایشی | ۱۳۷۳           | ۱۳۷۶            |
| محمدکاظم سیفیان     | معمار         | ۱۳۷۶           | ۱۳۸۰            |
| محمدمهدی عزیزی      | شهرساز        | ۱۳۸۰           | ۱۳۸۳            |
| سید محسن حبیبی      | معمار- شهرساز | ۱۳۸۳           | ۱۳۸۸            |
| محمدمهدی عزیزی      | شهرساز        | ۱۳۸۸           | ۱۳۹۵            |
| شاهین حیدری         | معمار         | ۱۳۹۵           | ۱۴۰۰            |
| حامد مظاهریان       | معمار         | ۱۴۰۰           | تاکنون(۱۴۰۲)    |

## دانشکده‌ها
- شهرسازی
- معماری
- هنرهای نمایشی و موسیقی
- هنرهای تجسمی
- طراحی صنعتی

## گروه‌های آموزشی
- مطالعات عالی هنر
- طراحی صنعتی
- معماری
- گرافیک
- ادبیات نمایشی
- موسیقی
- شهرسازی
- نقاشی
- تصویرسازی
- عکاسی
- مجسمه‌سازی
- سینما مقطع کارشناسی ارشد

## استادان سرشناس
- آندره گدار
- ایرج طهماسب
- بهرام بیضایی
- محمود جوادی‌پور
- سید مرتضی آوینی
- محمدرضا لطفی
- آیدین آغداشلو
- هوشنگ گلشیری
- سیما کوبان
- محمد کوثر
- حمید سمندریان
- هوشنگ سیحون
- هانیبال الخاص
- مارکو گریگوریان
- مرتضی ممیز
- قطب‌الدین صادقی
- کامبیز صمیمی مفخم
- مهدی سلطانی سروستانی
- نغمه ثمینی
- حمید جبلی
- عیسی حجت
- مهدی حجت
- احمد الستی
- محمود عزیزی
- محسن مقدم[۵]
- احمد کامیابی مسک
- حسام الدین سراج

## فعالیت‌های پژوهشی
از جمله طرحهای پژوهشی پردیس می‌توان به طراحی صنعتی و شهرسازی کشور، عناصر غیرفعال خورشیدی در مناطق کویری، تأثیر طراحی شهری ایران بر روی حقوق و اخلاق اسلامی، بازآفرینی تصوری شهر از متون تاریخی، و غیره اشاره کرد. برخی از فعالیت‌های پژوهشی نیز در قالب قطب‌های عملی (قطب علمی فناوری معماری - قطب شهرسازی) انجام می‌شود.

## امکانات آموزشی و پژوهشی
- کتابخانه
- سایت کامپیوتر و مجله «هنرهای زیبا»[۶]
- آمفی‌تئاتر با ظرفیت ۳۵۰ نفر
- مؤسسه پژوهشی فرهنگ و هنر
- نگارخانه هنر تهران
- تالار تئاتر تجربی